# Шандор Яворка
Шандор Яворка (угор. Jávorka Sándor; *12 березня 1883, Шелмецбанье — †28 вересня 1961, Будапешт) — угорський ботанік словацького походження.

## Біографія
Народився 12 березня 1883 в Шелмецбанье (нині — Банська Штявниця, Словаччина). Рано втратив батька, виховувався матір'ю. Навчався в Будапештському університеті, в 1906 закінчив його, отримавши ступінь доктора філософії. У 1904-1905 практикувався в ботанічному саду Університету.
З 1905 Яворка працював в ботанічному відділенні Угорського національного музею в Будапешті.
Займався вивченням флори Угорщини, а також Балканського півострова. Написав ряд монографій.
Після 1945 брав активну участь в діяльності Угорської академії наук.
Помер 28 вересня 1961 в Будапешті.

## Деякі наукові роботи
- Jávorka S. Magyar flóra. — Budapest, 1924. — 1307 p.
- Jávorka S. A magyar flóra kis határozója. — Budapest, 1926. — 324 p

## Деякі види рослин, названі на честь Яворки
- Javorkaea Borhidi & Jarai-Koml., 1985 — Arachnothryx Planch., 1849
- Rhinanthus javorkae Soó, 1929